# プッシェンドルフ
プッシェンドルフ（ドイツ語: Puschendorf、周辺地域ではBuschndoʳf）は、ドイツ連邦共和国バイエルン州ミッテルフランケン行政管区のフュルト郡に属す町村（以下、本項では便宜上「町」と記述する）である。

## 地理

### 位置
この町は、ランガウ東部の鉄道フュルト - ヴュルツブルク線沿いに位置している。

### 隣接する市町村
この町は、北から時計回りに以下の市町村と境を接している: ヘルツォーゲンアウラハ、トゥーヒェンバッハ、ファイツブロン、ランゲンツェン、エムスキルヒェン。

### 自治体の構成
行政上の自治体プッシェンドルフは、主邑のみで構成されている。

## 歴史
この集落は、1348年にバンベルク司教区の徴税簿に、Puschendorf という表記で初めて記録されている。この地名の規定語はおそらく家名 Busch に由来する。この名前は古高ドイツ語の busc/pusc（「森」を意味する）を語源とする可能性がある。
古い交易路のニュルンベルク - フランクフルト街道がフュルト＝ブルクファルンバッハ - ファイツブロン - エムスキルヒェンからプッシェンドルフを経由しており、この村の発展に大きな影響を及ぼした。旅館「ローター・オクゼン」（赤い雄牛亭）は、かつて馬の交換所であり、御者の宿屋であった。村の教会、聖ヴォルフガング教会は、プッシェンドルフ城の跡地にある。
18世紀末頃、プッシェンドルフには18戸があった。重罪裁判所は、ブランデンブルク＝バイロイト辺境伯のフライシュフォクタイアムト（代官所）・エムスキルヒェン＝ハーゲンビュハッハが管轄した。村の行政は、帝国都市ニュルンベルクのランデスアルモーゼンアムト（喜捨局）が治めた。喜捨局はすべての地所の所有者であった。
市町村令に伴い、1811年にプッシェンドルフはシュトイアーディストリクト（徴税区）・ハーゲンビュハッハに組み込まれた。同じ年にルーラルゲマインデ（農村）・トゥーヒェンバッハが創設され、へーフェン村およびツヴァイフェルスハイム村に属した。第二市町村令（1818年）により、このルーラルゲマインデは分割された。
- ルーラルゲマインデ・プッシェンドルフ
- ルーラルゲマインデ・ツヴァイフェルスハイム（へーフェンを含む）

プッシェンドルフは、1836年4月1日にヘルツォーゲンアウラハ地方裁判所管区に編入され、1847年10月1日にレントアムト・ヘルツォーゲンアウラハ（1920年に1920年にフィナンツアムト（財務局）・フュルトと改名された）にも組み込まれた。1862年からプッシェンドルフはヘーヒシュタット・アン・デア・アイシュ管区に移管された。司法権は1879年までヘルツォーゲンアウラハ地方裁判所が、1880年から1931年までヘルツォーゲンアウラハ区裁判所が保持した。1931年10月1日にベツィルクスアムト・フュルト（1938年からフュルト郡に改名）とフュルト区裁判所に属すこととなった。

## 住民

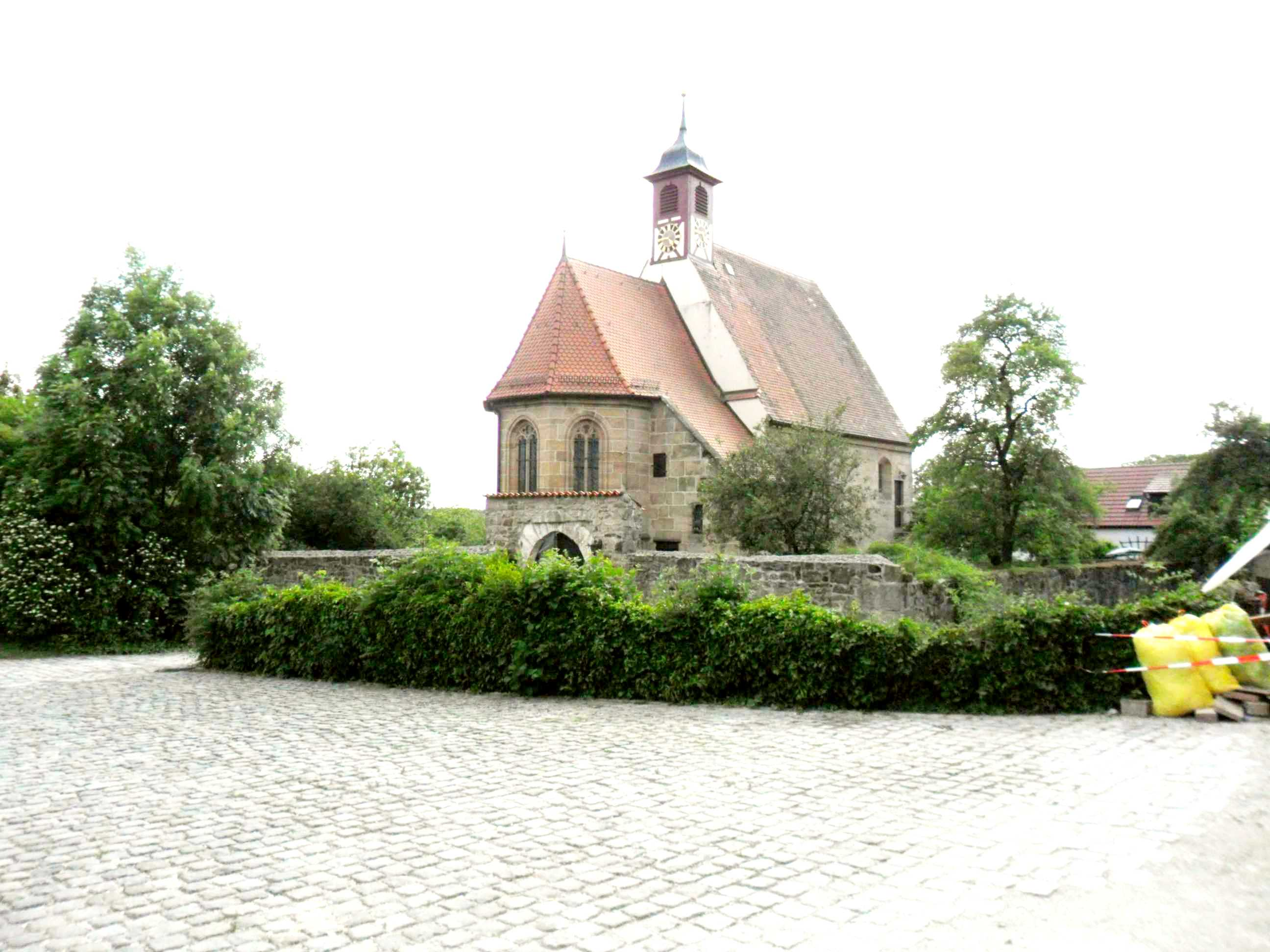
プッシェンドルフの聖ヴォルフガング教会

### 人口推移
| 時期          | 人口（人） |
| ------------- | ---------- |
| 1840年12月1日 | 185        |
| 1871年12月1日 | 198        |
| 1900年12月1日 | 185        |
| 1925年6月16日 | 196        |
| 1939年5月17日 | 267        |
| 1950年9月13日 | 487        |

| 時期           | 人口（人） |
| -------------- | ---------- |
| 1961年6月6日   | 711        |
| 1970年5月27日  | 1,059      |
| 1987年5月25日  | 1,582      |
| 2008年12月31日 | 2,169      |
| 2011年12月31日 | 2,141      |
| 2017年12月31日 | 2,276      |

### 宗教
プッシェンドルフにはディアコニーゲマインシャフト・プッシェンドルフがある。これは、教会の女性役員やその他の婦人が属すキリスト教系生活共同体である。ディアコニーゲマインシャフトは、「母の家」、ゲストハウス、会議場、老人ホームを有している。

## 行政

### 行政共同体
プッシェンドルフは、1978年にファイツブロン行政共同体に加盟したが、オーバーミヒェルバッハ＝プッシェンドルフ＝トゥーヒェンバッハ行政共同体を設立するために、オーバーミヒェルバッハおよびトゥーヒェンバッハとともに脱退した。しかし、プッシェンドルフはこの行政共同体からも1998年に脱退した。

### 議会
プッシェンドルフの町議会は、14人の議員と町長からなる。

### 首長
ヴォルフガング・キストナー (CDU) は、2002年3月3日に 68.0 % の支持票を獲得して町長に選出された。彼は2008年（得票率 78.9 %）、2014年（得票率 79.3 %）にも再選されている。

### 姉妹自治体
- カステルヌオーヴォ・ベラルデンガ（イタリア、トスカーナ州）
- ツヴェーニッツ（ドイツ語版、英語版）（ドイツ、ザクセン州）

## 文化と見所

### 年中行事
プッシェンドルフのキルヒヴァイフ（教会開基祭を起源とする民俗祭）は、毎年バイエルン州の夏休み期間の最終週に開催される。

## 経済と社会資本

### 教育
プッシェンドルフには、託児所を併設した福音主義教会の幼稚園がある。かつて存在した基礎課程学校は、1975年に廃止された。これ以後児童はファイツブロンに通学しており、そこではプッシェンドルフ学級が設けられている。

### 交通
郡道 FÜ 7/NEA 8 は、北西側はピルカハ（エムスキルヒェン）に、南東側はファイツブロンに通じている。市町村連絡道はトゥーヒェンバッハで FÜ 8 に、キルヒフェムバッハ（ランゲンツェン）で FÜ 11 に接続している。またツヴァイフェルスハイム（ヘルツォーゲンアウラハ）への連絡道もある。農道がレッツェルフェムバッハ（ファイツブロン）に通じている。

## 関連文献
- Johann Kaspar Bundschuh (1799). “Buschendorf”. Ulm: Verlag der Stettinischen Buchhandlung. p. 516 2020年2月2日閲覧。
- August Gebeßler (1963). Stadt und Landkreis Fürth. Bayerische Kunstdenkmale. 18. München: Deutscher Kunstverlag. pp. 138–140
- Hanns Hubert Hofmann (1953). Neustadt-Windsheim. Historischer Atlas von Bayern, Teil Franken. I, 2. München: Komm. für Bayerische Landesgeschichte. p. 124 2020年2月2日閲覧。
- Hanns Hubert Hofmann (1953). Neustadt-Windsheim. Historischer Atlas von Bayern, Teil Franken. I, 2. München: Komm. für Bayerische Landesgeschichte. p. 208 2020年2月2日閲覧。
- Wolf-Armin von Reitzenstein (2009). Lexikon fränkischer Ortsnamen. Herkunft und Bedeutung. Oberfranken, Mittelfranken, Unterfranken. München: C. H. Beck. pp. 180–181. ISBN 978-3-406-59131-0
- Wolfgang Wiessner (1963). Stadt und Landkreis Fürth. Historisches Ortsnamenbuch von Bayern. 1. München: Kommission für Bayerische Landesgeschichte. p. 74

これらの文献は、翻訳元であるドイツ語版の参考文献として挙げられていたものであり、日本語版作成に際し直接参照してはおりません。